# Norbert Növényi
Norbert Növényi (ur. 15 maja 1957 w Budapeszcie) – węgierski zapaśnik walczący w stylu klasycznym. Złoty medalista olimpijski z Moskwy 1980 w kategorii 90 kg i siódmy w Barcelonie 1992 w wadze 100 kg.
Srebrny medalista mistrzostw świata w 1979 i brązowy w 1983. Wicemistrz Europy w 1979. Drugi w Pucharze świata w 1982 roku.
- Turniej w Moskwie 1980

Pokonał Fina Keijo Manni, Atefa Mahayriego z Syrii, Greka Jeorjosa Pozidisa, Kubańczyka José Polla, Igora Kanygina z ZSRR i Rumuna Petre Dicu.
- Turniej w Barcelonie 1992

Pokonał Luisa Sandovala z Panamy, a przegrał z Milošem Govedaricą, który startował jako niezależny i Andreasem Steinbachem z Niemiec.